# Контакт (роман)
«Конта́кт» (англ. Contact) — научно-фантастический роман, написанный американским астрономом Карлом Саганом. Впервые опубликован на английском языке в 1985 году издательством Simon & Schuster. На русский язык переведён и опубликован в 1994 году издательством «Мир».
Роман был экранизирован режиссёром Робертом Земекисом, фильм «Контакт» вышел на экраны в 1997 году.

## Краткое содержание
Роман описывает контакт с внеземной цивилизацией и показывает как глобальные проблемы современности, так и психологические проблемы отдельных людей. Значительную часть романа занимает проблема понимания, дополнительной темой проходит любовь.
Действие происходит в конце XX века. Радиоастроном, женщина, доктор наук Элеонор Эрроуэй, агностик, всю свою жизнь боровшаяся с предубеждениями против женщин, руководит программой поиска разумных сигналов из космоса на крупной радиообсерватории в Сокорро, штат Нью-Мексико. В один момент аппаратура принимает сигнал от передатчиков, находящихся на орбите вокруг Веги. Он представляет собой последовательность простых чисел, которую сменяет выступление Адольфа Гитлера на открытии Олимпийских игр 1936 года — такой странный выбор объясняется тем, что это первая видеопередача, покинувшая ионосферу Земли. Сигнал от внеземных цивилизаций становится катализатором различных общественных, религиозных и политических процессов на Земле. Основная тема при этом — объединение народов и государств вокруг совместной цели.
Принятый сигнал расшифровывают учёные всей планеты — передача оказывается набором чертежей и технологий для производства некоей Машины, который составляет 30 000 страниц текста. После сложных дебатов мировое сообщество начинает строительство двух Машин — в США и в СССР (в Узбекистане). Американское строительство разрушает взрыв (диверсия религиозных фанатиков). Советское — буксует из-за технологических трудностей. Энтузиазм спадает под напором финансовых и политических проблем.
Несколько мультимиллионеров финансируют постройку Машины в Японии, и это строительство завершается успешно. Пуск Машины символично назначен на последний день 1999 года.
Экипаж Машины составляют пять учёных (астрофизик Василий Григорьевич Луначарский, потомок советского наркома; Абоннема Эда из Нигерии; Деви Сукхавати из Индии; Си Цяому из КНР и сама Элли). Машина с экипажем включается, и пятёрка учёных, пролетев по кротовым норам Вселенной, оказывается на «галактическом вокзале» неподалёку от центра Млечного Пути. Для землян смоделирован земной пейзаж, чтобы они могли отдохнуть и каждый мог встретить самого любимого человека своей жизни (кто-то из них давно умер, как, например, отец Элли). Так, в образах близких людей, к каждому землянину приходит представитель «пригласившей стороны», и такая встреча помогает людям раскрыться, а неземлянам — понять людей.
По возвращении команда Машины обнаруживает, что сутки их путешествия уложились в 20 минут земного времени, что их «полевые» видеозаписи и фотоснимки не сохранились, и правительственные чиновники никому из них не верят. Но каждый из учёных получил в путешествии новое понимание как законов природы, так и законов человеческих отношений. И теперь перед ними стоит задача доказать скептикам в правительствах, что они действительно побывали в других мирах, а не стали жертвами или участниками мистификации. Элли же, озадаченная проблемой, которая не под силу даже встретившимся ей высокоразвитым инопланетянам — а именно тем, что цифры 0 и 1 в одиннадцатиричной записи числа «пи» с определённой точки начинают складываться в установленном порядке, — приходит к выводу, что в этой последовательности заложено свидетельство существования творца Вселенной.
К завершению строительства Машины сформировалась новая общественная концепция «Машиндо» (по аналогии с бусидо), и этот «кодекс мира» постепенно овладевает умами Земли.

## История публикации
В 1981 году издательство Simon & Schuster выплатило Сагану, ранее прославившемуся как популяризатор науки, задаток в 2 миллиона долларов за написание им научно-фантастического романа (ставшего первым художественным произведением учёного) — на тот момент это был крупнейший аванс, уплаченный автору за ещё не написанную книгу.
Изначальный тираж романа составил 265 000 экземпляров, однако уже в первые два года было продано 1 700 000 экземпляров книги, напечатанных дополнительными тиражами. Книга заняла седьмое место в списке бестселлеров 1985 года в Соединённых Штатах. В 1986 году Карлу Сагану были вручены Премия «Локус» за лучший дебютный роман и Премия Джона В. Кэмпбелла лучшему новому писателю-фантасту.
Имя главной героини романа — Элеонор Эрроуэй (англ. Eleanor Arroway) — взято в честь Элеоноры Рузвельт, кумира жены Сагана Энн Друян, и Вольтера, чья настоящая фамилия — Аруэ (фр. Arouet).

## Издания
На русском
- Карл Саган. Контакт = Contact : научно-фантастический роман. — М. : Мир, 1994. — 576 с. — (Зарубежная фантастика). — ISBN 5-030-03044-1.
- Карл Саган. Контакт = Contact. — Амфора, Ред Фиш, 2005. — 576 с. — (ФантАрт). — 4000 экз. — ISBN 5-483-00089-7.
- Карл Саган. Контакт = Contact. — М. : Альпина Нон-фикшн, 2018. — 531 с. — ISBN 978-5-91671-761-7.